# Gymleider
Een Gymleider (Engels: Gym Leader) is een persoon in de fictieve wereld van Pokémon die een Gym leidt. Ze worden ook wel Gymhouder genoemd.

## Pokémon League
Gymleiders zijn over het algemeen elite-pokémontrainers die sterkere pokémon hebben, ze zijn vaak gespecialiseerd in een bepaalde pokémonsoort. Gymleiders kunnen worden uitgedaagd, met als doel een badge te winnen. De trainer moet dan een pokémon-gevecht winnen naar de regels van de gym. Regio's hebben standaard acht gyms. De enige uitzondering hierop zijn de Orange Islands, die hebben er vijf.
Als een trainer alle badges uit één regio heeft bemachtigd kan deze óf meedoen aan de Pokémon-league, óf de Elite Vier uitdagen, respectievelijk naar de regio.
Het toernooi volgt een afvalsysteem. Trainers vechten één op één, en de winnaar gaat door naar de volgende ronde. Het doel van veel trainers is het toernooi winnen. De winnaar van de Pokémonleague-kampioenschappen krijgt de titel Pokémon Meester.
Naast de Pokémon-league is er in veel regio's ook een groep genaamd Elite Vier (Engels: Elite Four). De Elite Vier zijn de sterkste trainers van een regio. Als een trainer alle badges heeft mag hij deze groep uitdagen. Dit gebeurt in volgorde van sterkte van de Elite Vier-leden. Een trainer die de Elite Vier weet te verslaan mag de lokale kampioen uitdagen. Indien een trainer de kampioen verslaat wordt hij/zij zelf kampioen.

## Gymleiders per regio

### Kanto
In de regio Kanto bevinden zich acht Gyms. Om mee te mogen doen aan de lokale Pokémon-league, op het Indigo-plateau, moet een trainer ze allemaal verslaan.
- Brock in Pewter-gym met de Boulder-badge. In de anime verlaat hij de gym voor een tijdje om met Ash mee op reis te gaan. Hij laat zijn vader achter in zijn plaats.
- Flint, Brocks vader in de anime. Hij is een expert met steensoort-pokémon en vervangt Brock in de Pewter-gym bij afwezigheid.
- Misty in Cerulean-gym met de Cascade-badge. Ze verlaat de gym voor een tijdje om met Ash mee op reis te gaan. In "Pokémon: Kronieken" komt ze weer terug naar de gym.
- Daisy, Lily en Violet, Misty's zussen in de anime. Ze leiden de Cerulean-gym in Misty's afwezigheid.
- Lt. Surge in Vermilion-gym met de Thunder-badge. Hij is een ex-militair, maar houdt de titel luitenant. Verder is hij een expert met elektrische pokémonsoorten. Volgens het spel is hij een Amerikaan.
- Erika in Celadon-gym met de Rainbow-badge. Ze is een expert met grassoort-pokémon. Haar gym wordt volledig door vrouwen beheerd. In de anime werkt ze als een parfum-maker.
- Sabrina in de Saffron-gym met de Marsh-badge. Ze is een expert in psychische pokémonsoorten. In de anime is ze een koud en emotieloos persoon die een pop bestuurd met telekinese. In het videospel wordt verteld hoe ze de nabijgelegen vechtsport-gym versloeg.
- Kiyo leidt een school voor vechtsporten in Saffron. Op een gegeven moment in de anime, was hij of een gymleider of een aspirant gymleider. Zijn plannen werden gedwarsboomd toen hij verslagen werd door Sabrina.
- Koga in de Fuchsia-gym met de Soul-badge. Een expert met gifsoort-pokémon. Voegt zich later bij de Elite Vier.
- Janine, Koga's dochter. In Pokémon Gold, Silver en Crystal neemt zij de Gym over van haar vader, nadat deze zich bij de Elite Vier voegt.
- Blaine in de Cinnabar-gym met de Volcano-badge. Een expert met vuursoort-pokémon.
- Giovanni in de Viridian-gym met de Earth-badge. Hij is de leider van Team Rocket. In de anime en eerste film is te zien hoe hij Mewtwo creëert.
- Blue, in Pokémon Gold, Silver en Crystal leidt hij de Viridian-gym (als opvolger van Giovanni).
- Agatha, in de anime is ze lid van de Elite Vier. Ze vervangt Giovanni tijdelijk na diens vertrek.

### Orange Islands
Op de Orange Islands bevinden zich vijf Gymleiders die zijn verenigd in de Orange Crew. Een trainer die vier badges heeft verzameld krijgt de kans de leider van de Orange Crew uit te dagen. Deze Gymleiders, buiten Danny en Rudi, verschijnen alleen in de anime.
- Cissy, in de Mikan-gym met de Coral Eye-badge.
- Danny, in de Navel-gym met de Sea Ruby-badge.
- Rudy, in de Trovita-gym met de Spike Shell-badge.
- Luana, in de Kumquat-gym met de Jade Stara-badge.
- Drake, is de leider van de Orange Crew. Drake was onverslagen totdat Ash, de protagonist van de anime, hem uitdaagde.

### Johto
In Johto bevinden zich acht Gymleiders. Het lokale toernooi is de Silver Conference op Mount Silver.
- Falkner in de Violet-gym met de Zephyr-badge. En het vliegsoort.
- Bugsy in de Azalea-gym met de Hive-badge. En het insectsoort.
- Whitney in de Goldenrod-gym met de Plain-badge. En het normaalsoort
- Morty in de Ecruteak-gym met de Fog-badge. En het geestsoort.
- Chuck in de Cianwood-gym met de Storm-badge. En het vechtsoort.
- Jasmine in de Olivine-gym met de Mineral-badge. En het staalsoort.
- Pryce in de Mahogany-gym met de Glacier-badge. En het ijssoort.
- Clair in de Blackthorn-gym met de Rising-badge. En het draaksoort.

### Hoenn
De Hoenn-regio telt acht Gymhouders. Het lokale toernooi is de Ever Grand Conference.
- Roxanne in de Rustboro-gym met de Stone-badge. En met rotssoort pokemon
- Brawly in de Dewford-gym met de Knuckle-badge. En met vechtsoort pokemon
- Wattson in de Mauville-gym met de Dynamo-badge. En met elektrische typen pokemon
- Flannery in de Lavaridge-gym met de Heat-badge. En met vuursoort pokemon
- Norman in de Petalburg-gym met de Balance-badge. En met normaalsoort pokemon
- Winona in de Fortree-gym met de Feather-badge. En met vliegsoort pokemon
- Tate en Liza in de Mossdeep-gym met de Mind-badge. En met psychischsoort pokemon
- Wallace in de Sootopolis-gym met de Rain-badge. En met watersoort pokemon
- Juan in de Sootopolis-gym. Omdat Wallace de Pokémonleague-kampioen wordt, is hij zijn vervanger.

### Sinnoh
De Sinnoh-regio telt acht Gymleiders.
- Roark in de Oreburgh-gym met de Coal-badge. En rotssoort pokemon
- Gardenia in de Eterna-gym met de Forest-badge. En grassoort pokemon
- Maylene in de Veilstone-gym met de Cobble-badge. En vechtsoort pokemon
- Crasher Wake in de Pastoria-gym met de Fen-badge. En watersoort pokemon
- Fantina in de Hearthome-gym met de Relic-badge. En geestsoort pokemon
- Bryon in de Canalave-gym met de Mine-badge. En staalsoort pokemon
- Candice in de Snowpoint-gym met de Icicle-badge. En ijssoort pokemon
- Volkner in de Sunnyshore-gym met de Beacon-badge. En elektrisch soort pokemon

### Unova
De Unova-regio:
In Black and White:
- Cilan/Chili/Cress in de Striaton-gym met de Trio-badge. En 3 verschillende soort pokemon
- Lenora in de Nacrene-gym met de Basic-badge. En normaalsoort pokemon
- Burgh in de Castelia-gym met de Insect-badge. En insectsoort pokemon
- Elesa in de Nimbasa-gym met de Bolt-badge. En elektrische soort pokemon
- Clay in de Driftveil-gym met de Quake-badge. En grondsoort pokemon
- Skyla in de Mistralton-gym met de Jet-badge. En vliegsoort pokemon
- Brycen in de Icirus-gym met de Freeze-badge. En ijssoort pokemon
- Drayden (Black) Iris (White) in de Opelucid-gym met de Legend-badge. En draaksoort pokemon

In Black 2 and White 2
- Cheren in de Aspertia-gym met de Basic-badge. En normaal soort pokemon
- Roxie in de Virbank-gym met de Toxic-badge. En gifsoort pokemon
- Burgh in de Castelia-gym met de Insect-badge. En insectsoort pokemon
- Elesa in de Nimbasa-gym met de Bolt-badge. En elektrische soort pokemon
- Clay in de Driftveil-gym met de Quake-badge. En grond soort pokemon
- Skyla in de Mistralton-gym met de Jet-badge. En vlieg soort pokemon
- Drayden in de Opelucid-gym met de Legend-badge. En draaksoort Pokemon
- Marlon in de Humilau-gym met de Wave-badge. En watersoort pokemon

### Kalos
De Kalos regio
- Viola in de Santalune-gym met de Bug badge En insectsoort pokemon
- Grant in de Cyllage-gym met de Cliff badge En rotssoort pokemon
- Korrina in de Shalour-gym met de Rumble badge En vechtsoort pokemon
- Ramos in de Coumarine-gym met de Plant badge En grassoort pokemon
- Clemont in de Lumiose-gym met de Voltage badge En elektrische soort pokemon
- Valerie in de Laverre-gym met de Fairy badge En feesoort pokemon
- Olympia in de Anistar-gym met de Psychic badge En psychische soort pokemon
- Wulfric in de Snowbelle-gym met de Iceberg badge En ijssoort pokemon